# Plethodontohyla bipunctata
Plethodontohyla bipunctata är en groddjursart som först beskrevs av Jean Guibé 1974.  Plethodontohyla bipunctata ingår i släktet Plethodontohyla och familjen Microhylidae. IUCN kategoriserar arten globalt som livskraftig. Inga underarter finns listade i Catalogue of Life.